# Dąb czerwony
Dąb czerwony (Quercus rubra L.) – gatunek drzew z rodziny bukowatych (Fagaceae). Pochodzi ze wschodniej części Ameryki Północnej, w której jest najpospolitszym gatunkiem dębu. W Polsce jest gatunkiem introdukowanym, ok. XIX w. został sprowadzony przez leśników jako gatunek pielęgnacyjny i ochronny. Obecnie zaliczany jest w kraju do roślin inwazyjnych – niebezpiecznych dla rodzimej flory – i jako taki powinien być usuwany z obszarów chronionych, a także z lasów podczas przebudowy drzewostanu. Rozprzestrzenia się samorzutnie, obecnie występuje już na całym niżu i w niższych położeniach górskich. Wypiera rodzime gatunki dębów i inne drzewa. Status gatunku we florze Polski: kenofit, holoagriofit.

## Morfologia

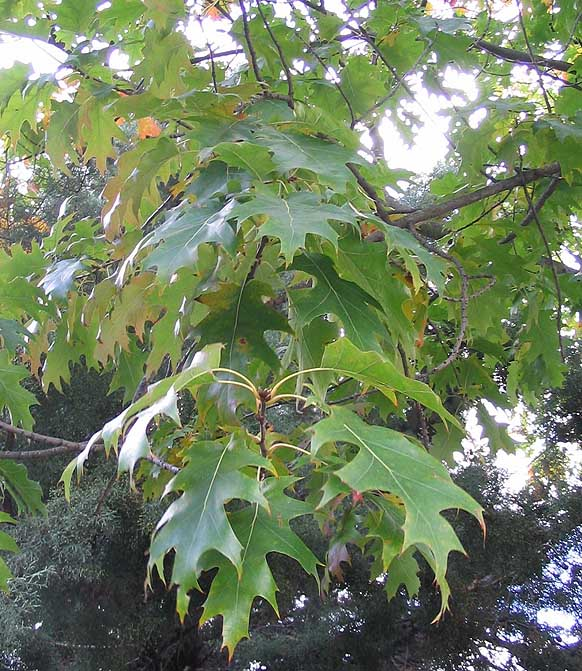
Liście

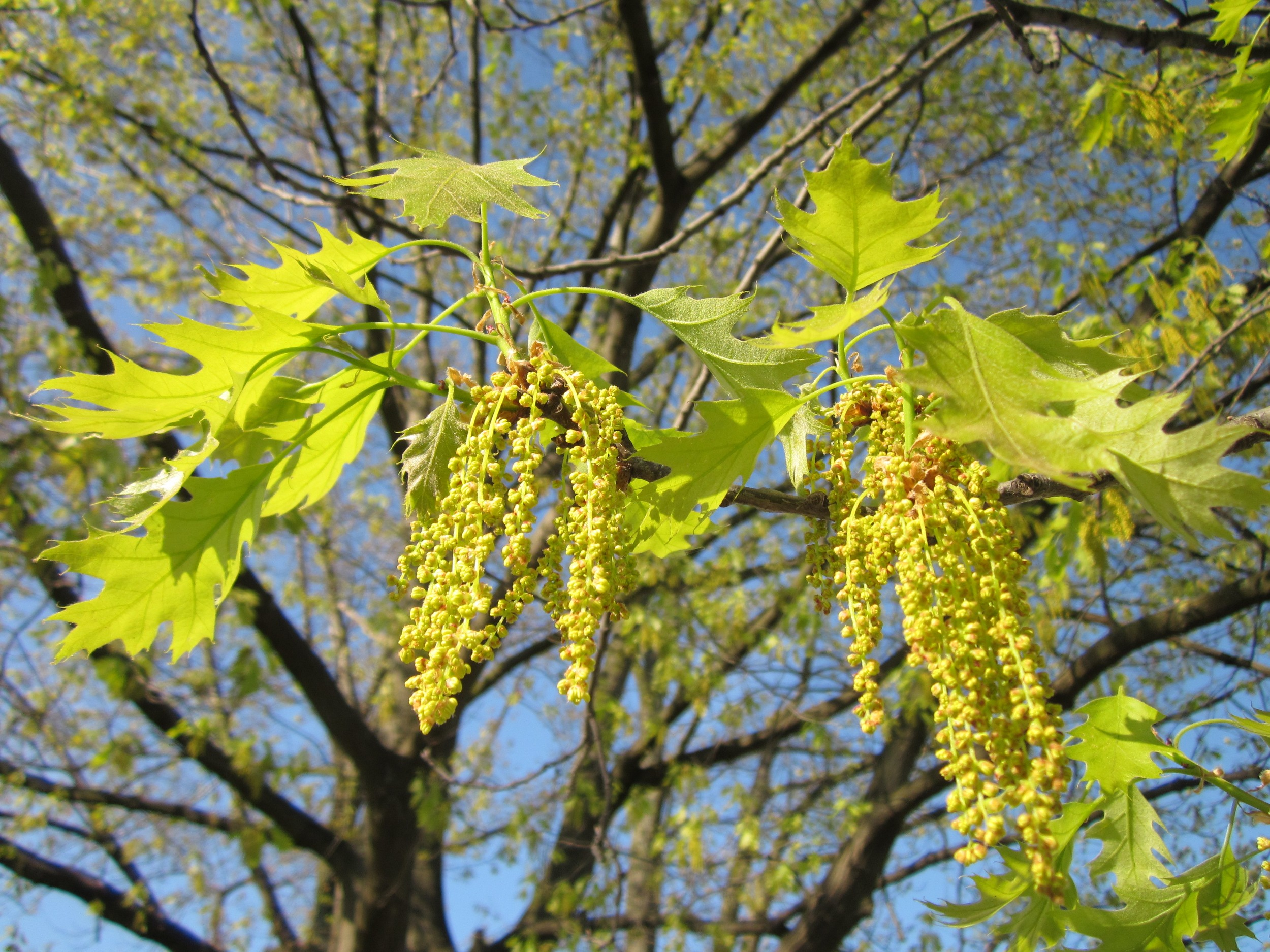
Kwiatostany męskie

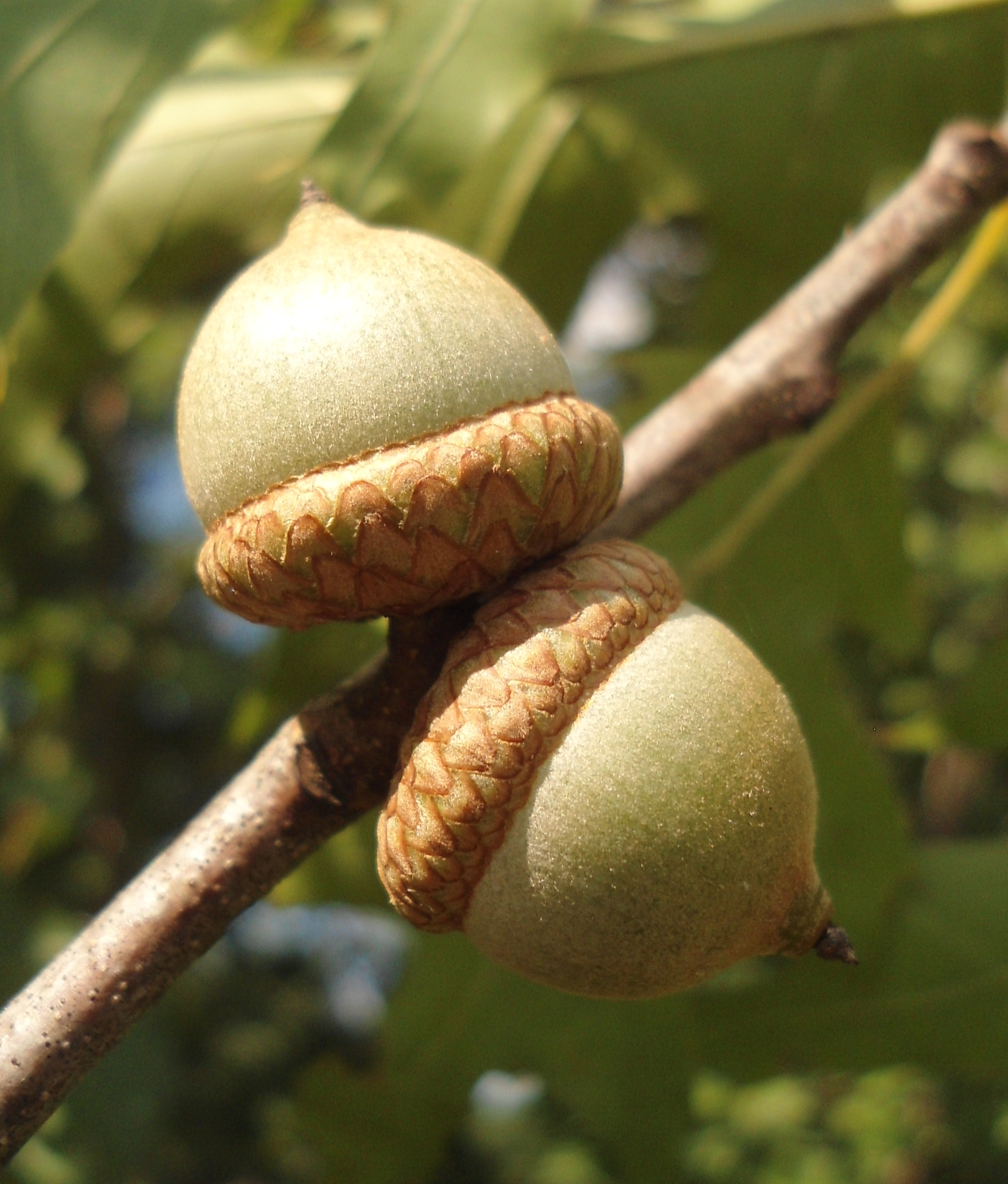
Żołędzie

PokrójDuże drzewo z grubym pniem i szeroko rozgałęzioną koroną. Wzrost w młodości bardzo szybki, później wolniejszy. W Europie osiąga wysokość do 40 m. W swojej ojczyźnie osiąga nawet 47 metrów wysokości.
PędyGałązki cienkie, nagie, błyszczące, ciemnoczerwone, lub brązowo-oliwkowe.
PieńMasywny i gruby, ale dość nisko nad ziemią rozgałęziający się na grube konary. Kora ciemnoszara, do 40 lat gładka (czym różni się od krajowych gat. dębów), potem płytko spękana.
LiścieUlistnienie skrętoległe. Liście duże, u podstawy szerokoklinowate, z obu stron po 4 pary prawie równoległych do siebie klap bocznych, grubo ząbkowanych, ostro zakończonych; z wierzchu ciemnozielone, od spodu jasnozielone, jesienią jaskrawoczerwone. Mają długość do 25 cm i szerokość do 15 cm. Dąb czerwony jest bardzo efektowny, gdy jego liście stają się jesienią pomarańczowe i czerwone. Bardzo trudno i powoli ulegają rozkładowi, utrudniając wegetację roślinom runa leśnego.
KwiatyKwiaty męskie są zebrane w kotki, kwiaty żeńskie wyrastają pojedynczo. Kwitnie pod koniec maja. Roślina jednopienna, wiatropylna.
OwoceŻołędzie szerokojajowate, czerwonobrązowe, błyszczące, z widocznymi podłużnymi paskami, u podstawy płaskie. Miseczki nagie, z przylegającymi łuskami, na bardzo krótkiej szypułce. Miseczki żołędzi w pierwszym roku są wielkości ziaren grochu. Żołędzie dojrzewają dopiero na drugą jesień.

## Biologia i ekologia
Gatunek światłożądny, dobrze znoszący ocienienie boczne, szybko rosnący (w Polsce rośnie szybciej od rodzimych gatunków dębów).

## Zmienność
Tworzy mieszańce z dębem błotnym i d. szkarłatnym (Q x benderi Baenitz).

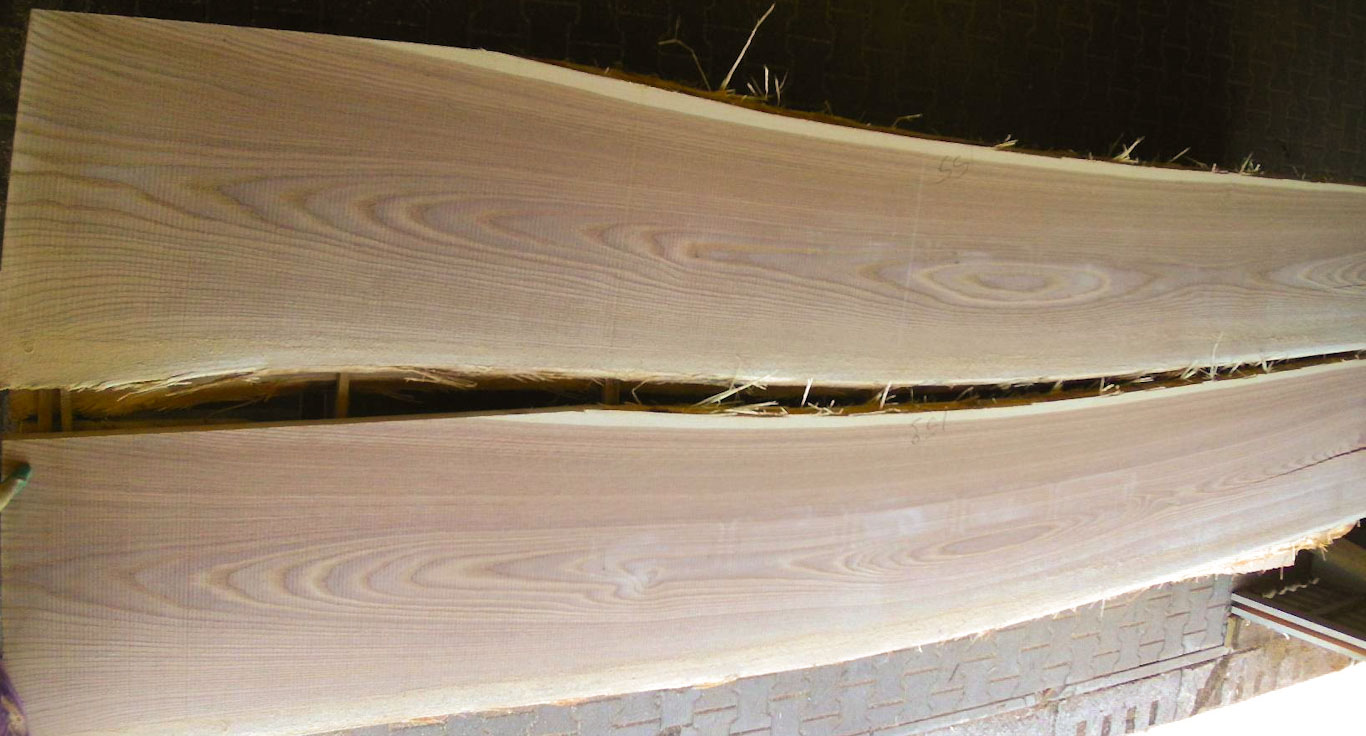
Świeżo przetarte drewno dębu czerwonego

## Zastosowanie
- Drewno nieco mniej twarde i lżejsze niż drewno dębów europejskich. Ma wąski biel i czerwonawobrązową twardziel. Usłojenie wyraziste, prostoliniowe, z charakterystycznymi porami. Jest twarde i ciężkie, posiada średnią wytrzymałość i sprężystość. Łatwiejsze w obróbce niż dąb europejski, dobrze chłonie bejce i oleje[8]. Stosowane jest jako drewno budowlane, wykonuje się z niego meble, podłogi, elementy wyposażenia wnętrz, elementy stolarskie do użytku wewnątrz, drzwi, meble kuchenne, boazerie i trumny.
- Roślina ozdobna: sadzony w parkach i ogrodach.